# Larysa Hienijuš
Larysa Hienijuš, de soltera Larysa Miklaševič, (en bielorruso: Ларыса Геніюш; 9 de agosto de 1910 - 7 de abril de 1983) fue una poetisa, escritora y disidente bielorrusa. También fue política, ocupó la Secretaría de la República Popular Bielorrusa en el exilio. 

## Biografía

### Niñez y juventud
Nació en la finca Žlobaǔcy (ahora vaǔkavysk raion, región de Grodno ) en la familia de un rico terrateniente. En 1928 fue a una escuela polaca, en donde completó con éxito el secundario.  Larysa en ese momento se familiarizó con la literatura mundial: los clásicos polacos, escandinavos e ingleses y también comenzó a escribir poesía.

### Vida en Praga
El 3 de febrero se casó con un estudiante de medicina, Janka Hienijuš, que en ese momento estudiaba en la Universidad Charles de Praga. En 1937, después del nacimiento de su hijo Jurka, se fue a vivir a Praga. Allí, una de sus vecinas era Alexandra Kosach-Shimanovskaya, hermana de Lesya Ukrainka, la autora cuyo trabajo influyó mucho en ella. Sus primeros poemas publicados aparecieron en 1939 en "Раніца", un periódico berlinés de emigrantes bielorrusos. En 1942 también , se publicó su primera colección de poesía, «Ад родных ніў». Estaba llena de nostalgia y pensamientos sobre el destino de su tierra natal. 
Cuando en 1939 el Ejército Rojo tomó el oeste de Bielorrusia, el padre de la poetisa, Anton Miklaševič, fue asesinado a tiros y su madre y sus dos hermanas fueron deportadas a Kazajistán. Según la voluntad del entonces Presidente de la República Popular de Bielorrusia (BNR), Vasil Zacharka, Larysa Hienijuš fue nombrada Secretaria General del Gobierno de BNR en el exilio en marzo de 1943. Ella conservó y organizó el archivo BNR, se hizo cargo de los inmigrantes bielorrusos, refugiados políticos y prisioneros de guerra; y ocultó la parte más valiosa del archivo fuera del alcance del NKVD y el MGB . Más tarde, el servicio de seguridad soviético la torturó para apoderarse del archivo.

### Arresto y condena
Después de la Segunda Guerra Mundial, Larysa Hienijuš se mudó a Vimperk, cerca de Praga. El 5 de marzo de 1948, fue arrestada junto a su esposo, por el MGB. Tanto Larysa como Janka Hienijuš fueron mantenidos en las cárceles de Checoslovaquia y Lviv, Ucrania. En octubre de 1948 fueron trasladados a una prisión en Minsk. Allí Larysa fue interrogada y torturada por el ministro de Seguridad del Estado de BSSR, Lavrentii Tsanava. 
El 7 de febrero de 1949, ambos Hienijušes fueron condenados a 25 años de prisión. La poetisa cumplió su condena en los campos de Komi ASSR. Después de ocho años fue liberada en 1956.

### Zelva
Después de su liberación, se instaló en la casa de su esposo en Zelva. Ambos se negaron a aceptar la ciudadanía soviética y el resto de sus vidas vivieron como "apátridas" en sus pasaportes. La KGB la siguió a todas partes, leyó las cartas que le enviaron de todo el mundo, instaló dispositivos de espionaje en su casa. A Janka Hienijuš se le permitió trabajar como médico en la clínica local, y a ella, no por mucho tiempo, como limpiadora. En 1979, Janka murió y ella recibió una exigua pensión. Las autoridades le negaron una vejez tranquila; solo una vez se le permitió visitar a su hijo Jurka, que vivía en Białystok, Polonia.
Durante casi diez años, sus obras fueron totalmente prohibidas. Solo en 1963, sus poemas posteriores al encarcelamiento se publicaron en revistas bielorrusas por primera vez. Gracias al entonces presidente del Soviet Supremo de la BSSR, Maksim Tank, la primera colección de obras de Larysa Hienijuš en Bielorrusia, se publicó en 1967 «Невадам зь Нёмана». Incluía la mayoría de los poemas de «Ад родных ніў» sin algunos extractos eliminados por los censores, así como nuevos poemas del período en Zelva. Luego, durante años se le permitió publicar solo poesía infantil.

### Muerte y negativa de rehabilitación
Larysa Hienijuš murió en 1983. Miles de personas vinieron a su entierro.
En 1999, el Comité Bielorruso de Helsinki apeló a la Fiscalía General para que anulara una sentencia injusta contra ambos Hienijušs. La Oficina remitió la apelación al Tribunal Supremo, que rechazó la anulación.

## Obras

### Poesía
- Ад родных ніў (Prague, 1942; reprinted: Slonim, 1995)
- Невадам з Нёмана (Minsk, 1967)
- На чабары настоена. Лірыка (Minsk,  1982)
- Dzieviać vieršaǔ (Biełastok, 1987)
- Белы сон: Вершы і паэмы (Minsk, 1990)
- Вершы: Рукапісны зборнік з 1945—1947 (London, 1992)
- Маці і сын (пад адной вокладкай зборнікі Ларысы Геніюш «Сэрца» і Юркі Геніюша «Да свету») (Biełastok, 1992)
- Выбраныя вершы (Minsk, 1997)
- Выбраныя творы (Minsk,  2000)

### Los libros para niños
- Казкі для Міхаські (Minsk, 1972)
- Добрай раніцы, Алесь (Minsk, 1976)

### Otros trabajos
- Споведзь: (успаміны) (Minsk, 1993)
- Каб вы ведалі: З эпісталярнай спадчыны (1945-1983) (Minsk, 2005)